# Footlights

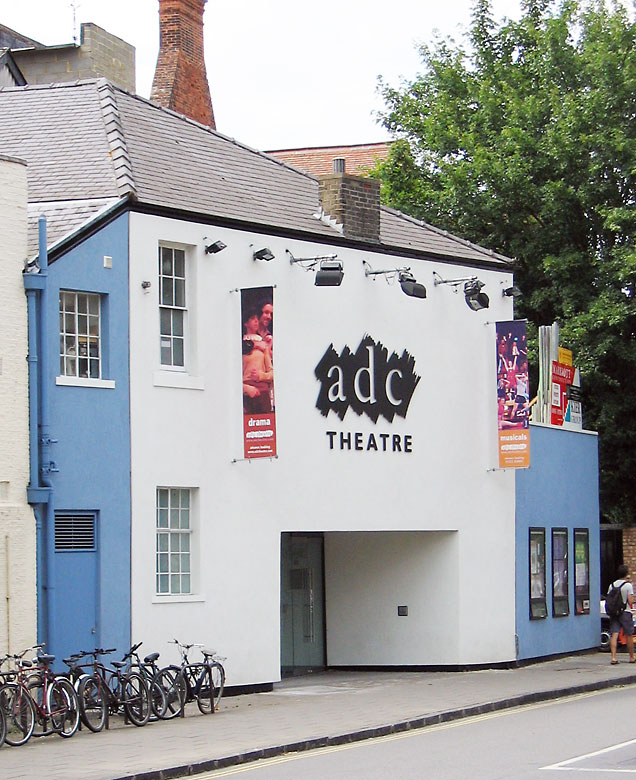
Театр АДК — дом клуба «Footlights»

Театральный клуб «Footlights» при Кембриджском университете (англ. Footlights — рампа), обычно называемый просто «Footlights» — любительский театральный клуб в Кембридже, Англия. Клуб был основан в 1883 году студентами из Кембриджского университета и Университета Англия Раскин. Пик известности клуба пришёлся на 1960-е годы. Он был известен как очаг комедии и сатиры. На сцене театра АДК клуб регулярно показывает очень популярных «Курильщиков» (англ. Smokers) — смесь скетчей и стэнд-ап представлений. Также «Footlights» представляет регулярные пьесы и скетч-шоу.

## Знаменитые участники
Карьера многих видных людей в индустрии развлечений начиналась в «Footlights», однако также в клубе состояли персоны, отличившиеся и в других сферах. Среди них :
| Имя                 | Имя (англ.)          | Год рождения | Год смерти | Профессия                                                                         |
| ------------------- | -------------------- | ------------ | ---------- | --------------------------------------------------------------------------------- |
| Дуглас Адамс        | Douglas Adams        | 1952         | 2001       | Писатель                                                                          |
| Клайв Андерсон      | Clive Anderson       | 1952         | —          | Комик, телеведущий, адвокат                                                       |
| Дэвид Арман         | David Armand         | 1977         | —          | Комик, актёр                                                                      |
| Александр Армстронг | Alexander Armstrong  | 1970         | —          | Комик                                                                             |
| Пит Аткин           | Pete Atkin           | 1945         | —          | Автор-исполнитель                                                                 |
| Ричард Айоади       | Richard Ayoade       | 1977         | —          | Комик, актёр                                                                      |
| Дэвид Баддиел       | David Baddiel        | 1964         | —          | Комик, романист, телеведущий                                                      |
| Морвенна Бэнкс      | Morwenna Banks       | 1964         | —          | Комик, актёр                                                                      |
| Хамфри Барклай      | Humphrey Barclay     | 1941         | —          | Продюсер, исполнительный продюсер телевизионных комедий                           |
| Том Басден          | Tom Basden           | 1981         | —          | Актёр, писатель, автор-исполнитель                                                |
| Сесил Битон         | Cecil Beaton         | 1904         | 1980       | Фотограф                                                                          |
| Саймон Бёрд         | Simon Bird           | 1984         | —          | Актёр, комик                                                                      |
| Лесли Брикасс       | Leslie Bricusse      | 1931         | —          | Лирик, композитор                                                                 |
| Элеанор Брон        | Eleanor Bron         | 1938         | —          | Актриса, писательница                                                             |
| Тим Брук-Тэйлор     | Tim Brooke-Taylor    | 1940         | —          | Автор и исполнитель комедийных пьес, юрист                                        |
| Роберт Бакман       | Robert Buckman       | 1948         | —          | Комик, писатель, врач, телеведущий, журналист                                     |
| Тони Баффери        | Tony Buffery         | —            | —          | Психолог                                                                          |
| Джон Кантер         | Jon Canter           | —            | —          | Сценарист                                                                         |
| Грэм Чепмен         | Graham Chapman       | 1941         | 1989       | Комик, актёр, писатель, врач                                                      |
| Джон Клиз           | John Cleese          | 1939         | —          | Комик, актёр, адвокат, писатель                                                   |
| Оливия Коулман      | Olivia Colman        | 1974         | —          | Комик, актриса                                                                    |
| Питер Кук           | Peter Cook           | 1937         | 1995       | Комик, писатель, сатирик                                                          |
| Джо Крэйг           | Joe Craig            | 1980         | —          | Романист, музыкант                                                                |
| Хью Деннис          | Hugh Dennis          | 1962         | —          | Комик, актёр, писатель, актёр озвучивания                                         |
| Джимми Эдвардс      | Jimmy Edwards        | 1920         | 1988       | Комедийный актёр на радио и телевидении                                           |
| Марк Эванс          | Mark Evans           | —            | —          | Комик, актёр, писатель                                                            |
| Дэвид Фрост         | David Frost          | 1939         | 2013       | Телеведущий                                                                       |
| Стивен Фрай         | Stephen Fry          | 1957         | —          | Комик, писатель, актёр, романист                                                  |
| Грэм Гарден         | Graeme Garden        | 1943         | —          | Автор и исполнитель комедийных пьес, врач, иллюстратор                            |
| Мэл Гидройк         | Mel Giedroyc         | 1968         | —          | Актёр, писатель, телеведущий                                                      |
| Жермен Грир         | Germaine Greer       | 1939         | —          | Писатель, радиоведущий, преподаватель                                             |
| Ник Хэнкок          | Nick Hancock         | 1962         | —          | Актёр, телеведущий                                                                |
| Норман Хартнелл     | Norman Hartnell      | 1901         | 1979       | Модельер                                                                          |
| Дэвил Хэтч          | David Hatch          | 1939         | 2007       | Управляющий на BBC                                                                |
| Натали Хайнс        | Natalie Haynes       | 1974         | —          | Комик, писательница                                                               |
| Тони Хендра         | Tony Hendra          | 1941         | —          | Сатирик, писатель                                                                 |
| Кит Хескет-Харви    | Kit Hesketh-Harvey   | 1957         | —          | Комик, сценарист                                                                  |
| Том Холландер       | Tom Hollander        | 1967         | —          | Актёр                                                                             |
| Мэтью Холнесс       | Matthew Holness      | —            | —          | Комик                                                                             |
| Клод Халберт        | Claude Hulbert       | 1900         | 1964       | Комик                                                                             |
| Джек Халберт        | Jack Hulbert         | 1892         | 1978       | Актёр                                                                             |
| Эрик Айдл           | Eric Idle            | 1943         | —          | Комик, актёр, писатель, автор песен                                               |
| Клайв Джеймс        | Clive James          | 1939         | —          | Писатель, поэт, критик                                                            |
| Саймон Джонс        | Simon Jones          | 1950         | —          | Актёр                                                                             |
| Джо Кендалл         | Jo Kendall           | —            | —          | Актриса                                                                           |
| Тим Ки              | Tim Key              | 1976         | —          | Комик, актёр, поэт                                                                |
| Иан Лэнг            | Ian Lang             | 1940         | —          | Бывший политик, британский пэр                                                    |
| Хью Лори            | Hugh Laurie          | 1959         | —          | Комик, актёр, писатель                                                            |
| Джонатан Линн       | Jonathan Lynn        | 1943         | —          | Автор комедийных пьес, актёр, режиссёр                                            |
| Мириам Маргулис     | Miriam Margolyes     | 1941         | —          | Актёр                                                                             |
| Дэн Мэйзер          | Dan Mazer            | 1971         | —          | Комик, продюсер, сценарист                                                        |
| Кевин Мак-Клауд     | Kevin McCloud        | 1959         | —          | Писатель, дизайнер, телеведущий                                                   |
| Рори Мак-Грат       | Rory McGrath         | 1956         | —          | Комик                                                                             |
| Бен Миллер          | Ben Miller           | 1966         | —          | Комик, режиссёр, актёр                                                            |
| Джонатан Миллер     | Jonathan Miller      | 1934         | —          | Невролог, режиссёр театра и оперы, юморист, скульптор                             |
| Дэвид Митчелл       | David Mitchell       | 1974         | —          | Комик, актёр, писатель                                                            |
| Люси Монтгомери     | Lucy Montgomery      | 1975         | —          | Комик, актриса, писательница                                                      |
| Нил Малларки        | Neil Mullarkey       | —            | —          | Комик, актёр, писатель                                                            |
| Джимми Малвилл      | Jimmy Mulville       | 1955         | —          | Комик, автор комедийных пьес, телеведущий и продюсер                              |
| Саймон Маннери      | Simon Munnery        | —            | —          | Комик                                                                             |
| Ричард Мёрдок       | Richard Murdoch      | 1907         | 1990       | Комедийный актёр, выступал по радио, в кино и по телевидению                      |
| Билл Одди           | Bill Oddie           | 1941         | —          | Автор и исполнитель комедийных пьес, композитор, музыкант, орнитолог, телеведущий |
| Джон Оливер         | John Oliver          | 1977         | —          | Комик, автор комедийных пьес                                                      |
| Сью Перкинс         | Sue Perkins          | 1969         | —          | Актриса, писательница, телеведущая                                                |
| Стив Пунт           | Steve Punt           | 1962         | —          | Комик, актёр, писатель                                                            |
| Ян Рэйвенс          | Jan Ravens           | 1958         | —          | Актёр, импрессионист                                                              |
| Грифф Риз Джонс     | Griff Rhys Jones     | 1953         | —          | Комик, актёр, писатель                                                            |
| Блэйк Ритсон        | Blake Ritson         | 1980         | —          | Актёр, режиссёр, писатель                                                         |
| Алестер Росс Гобей  | Alastair Ross Goobey | 1945         | 2008       | Менеджер в пенсионном фонде и реформатор муниципального управления                |
| Чарльз Шонесси      | Charles Shaughnessy  | 1955         | —          | Актёр на телевидении и в кинематографе                                            |
| Джон Шрапнел        | John Shrapnel        | —            | —          | Актёр                                                                             |
| Джулиан Слэйд       | Julian Slade         | 1930         | 2006       | Писатель                                                                          |
| Тони Слэттери       | Tony Slattery        | 1959         | —          | Комик, актёр                                                                      |
| Дэн Стивенс         | Dan Stevens          | 1982         | —          | Актёр                                                                             |
| Уильям Сатклифф     | William Sutcliffe    | 1971         | —          | Романист                                                                          |
| Джо Томас           | Joe Thomas           | 1985         | —          | Комик, актёр, писатель                                                            |
| Эмма Томпсон        | Emma Thompson        | 1959         | —          | Комик, актриса, сценарист                                                         |
| Сэнди Токсвиг       | Sandi Toksvig        | 1958         | —          | Комик, писательница, радиоведущая                                                 |
| Иан Уоллес          | Ian Wallace          | 1919         | 2009       | Оперный певец, работник радио                                                     |
| Марк Ватсон         | Mark Watson          | 1980         | —          | Комик, романист                                                                   |
| Роберт Вебб         | Robert Webb          | 1972         | —          | Комик, актёр, писатель                                                            |

## Президент клуба Footlights
Избранный лидер театрального клуба «Footlights» при Кембриджском университете известен как президент клуба Footlights. Также есть и вице-президент.
Среди президентов клуба были Питер Кук, Тим Брук-Тэйлор, Грэм Гарден, Хью Лори, Дэвид Митчел, Тони Слэттери, Джен Рэйвенс.
Эрик Айдл, член группы «Монти Пайтон», был первым президентом, кто разрешил женщинам вступать в клуб.
На 2010 год президентом клуба является Марк Фидэман.